# Алёшина, Клавдия Ивановна
Кла́вдия Ива́новна Алёшина (18 декабря 1912, Санкт-Петербург — 1993) — советская пловчиха и тренер.
Заслуженный мастер спорта СССР (1937), заслуженный тренер СССР (1956 — в числе первых ЗТ СССР). Представляла Ленинград.

## Биография
Клавдия Алёшина начала тренироваться под руководством тогда ещё действующего спортсмена Александра Шумина, который позже стал её мужем и оставался тренером до конца её спортивной карьеры. В 17 лет (1929) она впервые стала рекордсменкой СССР, через 4 года впервые вошла в десятку лучших пловцов мира, а 5 мая 1935 года первой из советских пловцов показала результат, превышающий мировой рекорд — 6.07.2 на дистанции 400 м на спине (мировой рекорд — 6.12,4 — принадлежал Филлис Хардинг из Великобритании).
Во время Великой Отечественной войны Алёшина в Ленинграде обучала молодых воинов. В 1943 году, прибыв из блокадного Ленинграда, она завоевала на чемпионате СССР 4 золотые медали.
Закончив спортивную карьеру, с 1954 года Алёшина работала тренером. Она подготовила нескольких известных пловцов, была одним из тренеров сборной СССР по плаванию на Олимпийских играх 1956, старшим тренером ДСО «Динамо».

## Спортивные достижения
Выступала за «Текстильщик» (1928—1929), «Динамо» (1930—1953).
28-кратная чемпионка СССР (1934—1951), установила около 180 рекордов СССР (1929—1941) в индивидуальных видах и эстафетах.
Чемпионка СССР (* — рекорд СССР):
1934
- 100 м вольным стилем — 1.16,4
- 100 м на спине — 1.24,2
- 4×100 м комбинированная — 5.54,4 (в составе сборной «Динамо»)

1936
- 1000 м вольным стилем — 16.38,7
- 100 м на спине — 1.23,6
- 200 м на спине — 2.58,9*
- 4×100 м вольным стилем — 5.12,5 (в составе сборной СССР)

1937
- 100 м вольным стилем — 1.13,5
- 400 м вольным стилем — 6.09,4
- 1000 м вольным стилем — 16.18,2*
- 100 м на спине — 1.23,2
- 200 м на спине — 3.00,7

1938
- 400 м вольным стилем — 6.00,0
- 1000 м вольным стилем — 16.05,7

1943
- 100 м вольным стилем — 1.16,2
- 400 м вольным стилем — 6.26,5
- 100 м на спине — 1.22,8
- 200 м на спине — 2.58,5

1944
- 400 м вольным стилем — 6.06,2
- 1000 м вольным стилем — 15.57,7
- 400 м на спине — 6.08,0

1946
- 100 м вольным стилем — 1.12,0

1947
- 3×100 м комбинированная — 4.05,0 (в составе сборной Ленинграда)

1948
- 4×100 м вольным стилем — 5.02,1 (в составе сборной «Динамо»)

1949
- 4×100 м вольным стилем — 4.57,2 (в составе сборной «Динамо»)

1950
- 100 м вольным стилем — 1.12,6
- 4×100 м вольным стилем — 5.04,3 (в составе сборной Ленинграда)

1951
- 4×100 м вольным стилем — 4.56,6 (в составе сборной «Динамо»)

## Тренер
- Сорокин, Виталий Иванович — бронзовый призёр ОИ 1956, рекордсмен мира (1956) в эстафете 4×200 м вольным стилем, 6-кратный чемпион СССР (1956—1958).
- Савельева, Татьяна Андреевна — бронзовый призёр ОИ 1964 в комбинированной эстафете 4×100 м, 5-кратная чемпионка СССР (1964—1968) в плавании на спине.
- Сипченко, Наталья Викторовна — чемпионка Европы 1966, чемпионка СССР (1965) в эстафете 4×100 м вольным стилем.

## Награды
- орден Трудового Красного Знамени (27.04.1957) — «за успехи, достигнутые в деле развития массового физкультурного движения в стране, повышения мастерства советских спортсменов, и успешное выступление на международных соревнованиях»
- орден «Знак Почёта» (22.07.1937)